# Jóan Símun Edmundsson
Jóan Símun Edmundsson (Islas Feroe, 26 de julio de 1991) es un futbolista feroés que juega para el KA Akureyri y la selección de fútbol de las Islas Feroe.

## Carrera
Edmundsson comenzó su carrera con el B68 Toftir. En diciembre de 2009, se unió al Newcastle United en calidad de cedido hasta el final de la temporada, con miras a un acuerdo permanente, que lo firmó en junio de 2010.
Edmundsson hizo su debut en el primer equipo en un amistoso contra el Norwich City el 25 de julio de 2010. El 7 de enero de 2011, se unió al Gateshead en un préstamo de 28 días. Hizo su debut el 8 de enero de 2011 contra Kidderminster Harriers. Edmundsson anotó su primer gol con el club el 15 de enero de 2011, en la victoria por 6-0 contra el Hampton & Richmond Borough.
Edmundsson firmó para el Viking, el 15 de febrero de 2012.
En diciembre de 2014, después de haber jugado para AB y HB Tórshavn en las Islas Feroe, firmó un contrato de dos años con Vejle Boldklub.

## Selección nacional
Edmundsson se coronó campeón sub-19 y sub-21, a nivel mayor, anotó su primer gol en la derrota por 2-1 a Estonia el 11 de agosto de 2010.
El 14 de noviembre de 2014 marcó el único gol del partido ante Grecia en El Pireo, esta fue la primera victoria competitiva de las Islas Feroe desde junio de 2011.

## Clubes
| Club                           | País                | Año       |
| ------------------------------ | ------------------- | --------- |
| B68 Toftir                     | Islas Feroe         | 2008-2010 |
| Newcastle United F. C (cedido) | Inglaterra          | 2009-2010 |
| Newcastle United F. C.         | Inglaterra          | 2010-2011 |
| Gateshead F. C. (cedido)       | Inglaterra          | 2010-2011 |
| Viking Stavanger F. K.         | Noruega             | 2012-2013 |
| F. C. Fredericia (cedido)      | Dinamarca           | 2012-2013 |
| AB                             | Islas Feroe         | 2014      |
| HB Tórshavn                    | Islas Feroe         | 2014-2015 |
| Vejle Boldklub                 | Dinamarca           | 2015      |
| Odense Boldklub                | Dinamarca           | 2016-2018 |
| Arminia Bielefeld              | Alemania            | 2018-2021 |
| S. K. Beveren                  | Bélgica             | 2021-2023 |
| KA Akureyri                    | Islandia            | 2023      |
| F. C. Shkupi                   | Macedonia del Norte | 2024-2025 |
| KA Akureyri                    | Islandia            | 2025-     |